# Benedek Miklós (színművész)

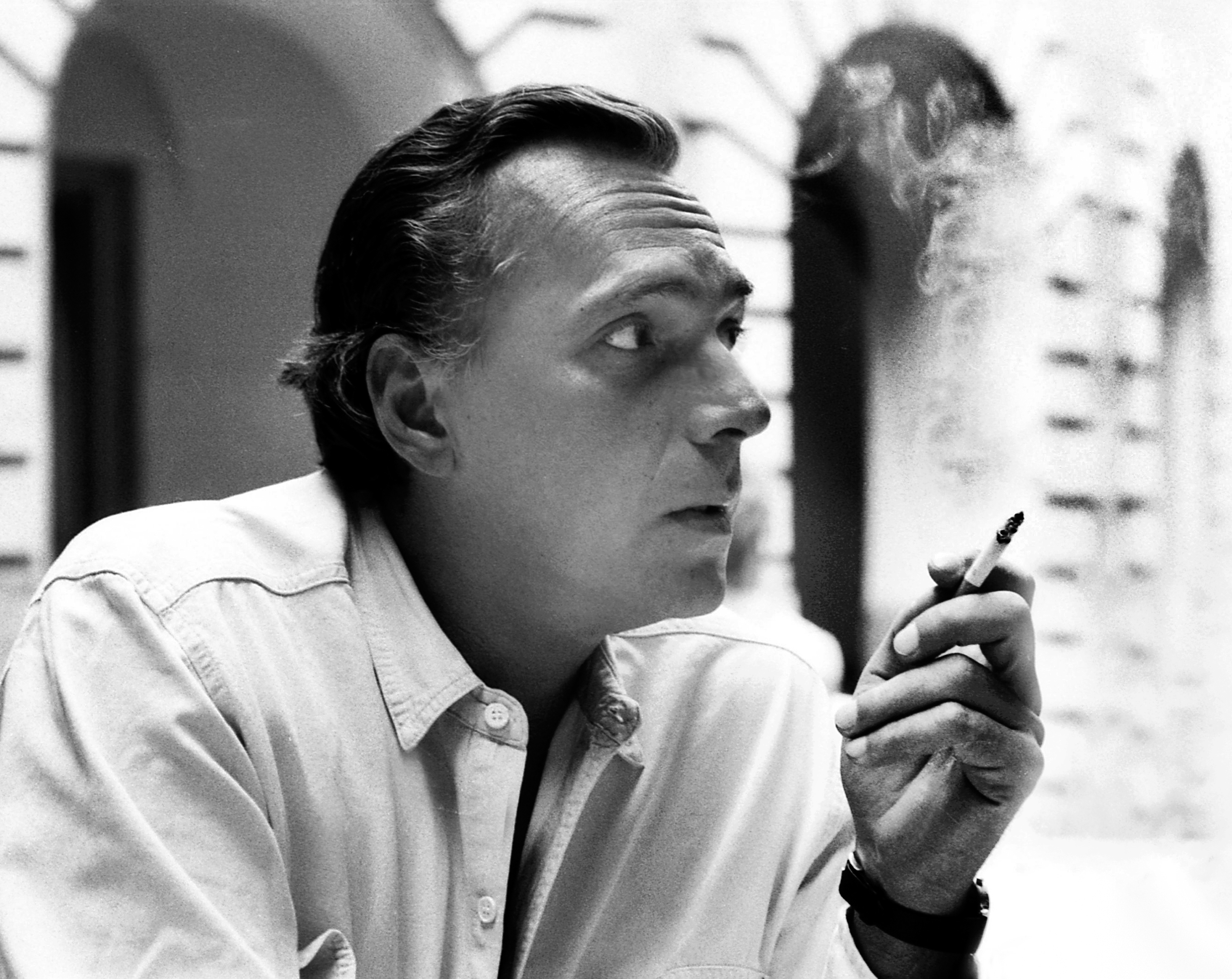
1990-ben
(Rózsavölgyi Gyöngyi felvétele)

Benedek Miklós (Budapest, 1946. szeptember 28. – Budapest, 2024. január 9.) a Nemzet Színésze címmel kitüntetett, Kossuth- és Jászai Mari-díjas magyar színész, színházi rendező, szinkronszínész, érdemes és kiváló művész, a Halhatatlanok Társulatának örökös tagja.

## Életpályája
Édesanyja a Kulturális Kapcsolatok Intézeténél dolgozott, édesapja Benedek Tibor konferanszié, kabarészínész. Szülei válását követően édesanyjához került, édesapja másodikos korában lett öngyilkos. A Radnóti Miklós Gimnázium orosz tagozatára járt. 1965-ben Valcz Péterrel és Dévényi Tiborral megnyerték a Ki mit tud? paródia kategóriáját. Már az érettségi előtt felvették a Színház- és Filmművészeti Főiskolára, ahol 1969-ben végzett színművészként Szinetár Miklós osztályában, majd a Nemzeti Színházhoz szerződött Both Béla hívására, ahol 1969 és 1983 között játszott.
1980-ban több hónapos kutatómunka eredményeképpen létrehozta a Budapest Orfeum című zenés előadást, melyben az 1907 és 1950 közötti budapesti élet jellegzetességeit mutatták be többek között kuplék, sanzonok, kabaréjelenetek, versek és villámtréfák segítségével. Mindvégig Szacsvay Lászlóval és Császár Angelával közösen léptek fel, egészen 1990-ig.
1983-tól a Katona József Színházban dolgozott, egészen 2003-ig. 1991–92-ben, valamint 1993–1996 között a Magyar Színészkamara ügyvivője. 1992–2007 között a Színház- és Filmművészeti Egyetem oktatója volt. 2003-tól újra a Nemzeti Színház tagja lett, ahonnan 2009-ben elbocsátották, hat kollégájával együtt. 2009 után szabadúszó, 2017-től az Orlai Produkciós Iroda társulatának tagja volt.
Játékát kulturáltság, fegyelem, rendkívüli stílusérzék, fanyar humor, ironikus okosság jellemezte. Szerepeinek elmélyült, aprólékos kidolgozottsága sajátosan harmonizált személyiségével, külső megjelenésével. A legendás Budapesti Orfeum című zenés darab szellemi atyja volt.
A 2022/2023-as évben betegség miatt le kellett mondania az előadásait, COPD-ben szenvedett.
2023. szeptember 6-án választották a nemzet színészévé Balázsovits Lajos helyére.
Utoljára 2023. december 16-án állt színpadra az Orlai Produkció Hárman a padon című darabjában Gálvölgyi Jánossal és Egri Mártával.
2024. január 9-én hunyt el hosszú betegség után. A Kulturális és Innovációs Minisztérium saját halottjának tekintette. Halála estéjén a közmédiában műsorváloztatással emlékeztek a színészre.
2024. február 6-án helyezték örök nyugalomra a Farkasréti temetőben. A szertartáson beszédet mondott Hirtling István, Szacsvay László és Blaskó Péter.

### Magánélete
Felesége Hodgyai Éva, két gyerekük született; Benedek Tibor (1972–2020) háromszoros olimpiai bajnok vízilabdázó és Benedek Albert (1980) író, fordító.
Édesanyja második házassága révén született egy öccse, Dániel, aki nyolc évvel volt fiatalabb nála. Mentális betegség következtében, fiatalon önkezével vetett véget életének.
Főiskolai éveiben egy évig Detre Annamária volt a párja.

## Színházi munkái

### Színészként
- Madách Imre: Az ember tragédiája – Rafael főangyal
- Szép Ernő: Május – Pereces
- Maeterlinck: Szent Antal csodája – a doktor
- George Bernard Shaw: Androcles és az oroszlán – Lentulus
- Molière: Gömböc úr – második ügyvéd
- Henrik Ibsen: A vadkacsa – Pettersen
- Alfred Jarry: Übü király, avagy a 'lengyelek' – Vencel király
- Schneider–Ondracek: Gentlemanek – Cinzano
- William Shakespeare: Rómeó és Júlia – Montague; Baltazár
- Magnier: Oszkár – Christian
- Osztrovszkij: Jövedelmező állás – Visnyevszkij
- Terry: Viet-rock
- Móricz Zsigmond: Légy jó mindhalálig – Pósalaky
- Szép Ernő: Azra – a kalifa
- Dario Fo: Az angyalok nem játszanak flippert! – Hosszú
- Romhányi József: Hamupipőke – pitvarmester
- Jókai Mór: A kőszívű ember fiai – Richard
- Shakespeare: Athéni Timon – ékszerész
- Katona József: Bánk bán – Udvornik
- Kodály Zoltán: Háry János – Ebelasztin báró
- Lovászy–Róna: Robin Hood – Alfred
- Örkény István: Sötét galamb – Ficsur
- Rahmanov: Viharos alkonyat – I. diák
- Arbuzov: Az arbát meséi... Ljovuska
- Kós Károly: István király (Az országépítő)... Freisingeni püspök
- Illyés Gyula: Bölcsek a fán... Sulyok
- Romhányi József: Csipkerózsika... bohóc
- Bessenyei György: A filozófus... Parménió
- Móra Ferenc: Aranykoporsó... Pantaleon
- Áprily Lajos: A bíboros... Jacobinus
- Tábori György: Pinkville... Jock
- Novogrudszkij-Orlov: Brummogó és a Dinnye... Egyes
- Schwajda György: Palamédesz... Kis János
- Shakespeare: Szeget szeggel... Claudio; Angelo
- Kárpáthy Gyula: A perbefogott diák... ügyész
- Gogol: A revízor... Miska; járási orvos
- Juhász István: Kismutatók... Papa
- Darvas József: Hunyadi... I. püspök
- Gárdonyi Géza: A láthatatlan ember... Cerkó
- Móricz Zsigmond: Rokonok... Keék Imri
- Ibsen: A nép ellensége... Billing
- Illés Endre: Egyszárnyú madarak... A hazug
- Kiss Anna: Kiss Anna költőnő szerzői estje
- Hárs László: „Életrajz”
- Jonson: Bertalannapi vásár... Lantornás
- Gladkov: Elérkezett az idő... Gromada
- Csokonai Vitéz Mihály: Az özvegy Karnyóné s a két szeleburdiak... Lipitlotty
- Shakespeare: II. Richárd... Bushy
- Vörösmarty Mihály: Csongor és Tünde... Duzzog
- Móricz Zsigmond: Nem élhetek muzsikaszó nélkül... Viktor
- Shakespeare: Lear király... A burgund fejedelem
- Euripidész: Helené... Első hírnök
- Euripidész: Alkésztisz... Karvezető
- Shakespeare: Téli rege... Idő
- Bartsai László: A jártos-költes vőlegény
- Albee: Mese az állatkertről... Peter
- Büchner: Danton halála... Utcai énekes
- Weöres Sándor: Szent György és a sárkány... Sirio
- Wesker: A konyha... Raymond
- Nemeskürty István: Szép ének a gyulai vitézekről, avagy a majdnemteljes igazság... Magyar tolmács
- Kisfaludy Károly: Hűség próbája... Mátyás király
- Tömöry Péter: Vőlegényfogó... Rector
- Molière: Az úrhatnám polgár... Filozófiatanár
- Shakespeare: Troilus és Cressida... Ulysses
- Németh László: Husz János... D'Ailly
- Carlo Goldoni: Két úr szolgája... Lombardi doktor
- Shakespeare: IV. Henrik - első rész... Poins
- Shakespeare: IV. Henrik - második rész... Poins
- Szuhovo-Kobilin: Tarelkin halála... Varravin tábornok - Polutatarinov kapitány egyazon személy
- Offenbach: Kékszakáll... Bobéche király
- Goldoni: Mirandolina... Ripafratta lovag
- Franz Schubert–Berté: Három a kislány... Novotni titkosrendőr
- Id. Alexandre Dumas: A három testőr, avagy az élők mindig gyanúsak... Richelieu bíboros
- Shakespeare: Ahogy tetszik... Jaques
- Molière: Tudós nők... Tüske
- Zágon–Nóti: Hyppolit, a lakáj... Hyppolit
- Bulgakov: Menekülés... Korzuhin
- Gozzi: A szarvaskirály... Dadri
- Módos Péter: ...és itt a Földön is... spion
- Luigi Pirandello: Az ember, az állat és az erény... Az őszinte Paolino
- Behn: A kalóz... Don Antonio
- Ránki György: Villa Negra... Doktor
- Coleman: Sweet Charity... Vittorio Vidal
- Corneille: L'Illusion comique... Alkander
- Füst Milán: Catullus... Metellus
- Zerkovitz Béla: Csókos asszony... báró Tarpataky
- Elias Canetti: Esküvő... Schön Direktor
- Shakespeare: Vízkereszt, vagy amit akartok... Orsino
- Frank Wedekind: Lulu... Casti-Piani
- Brecht: Turandot, avagy a szerecsenmosdatók kongresszusa... Kávéházi Tui; Nu San; Pauder Mil
- Valle-Inclán: Lárifári hadnagy felszarvazása... Don Lauro Rovirosa
- Böll: Katharina Blum elvesztett tisztessége... Alois Sträubleder
- Slade: A férfi, akit szeretek... Austin 'Buddy' Bedford
- Kárpáti Péter: Akárki... Csontváz; Úr
- Milan Kundera-Denis Diderot: Jakab meg a gazdája... Úr
- Shakespeare: Julius Caesar... Cassius
- Conney-Stone: Miért nem marad reggelire?... George
- Shakespeare: Szentivánéji álom... Théseus
- Parti Nagy Lajos: Mauzóleum... Cseleszta Béla
- Witold Gombrowicz: Yvonne, burgundi hercegnő... Kamarás
- Neil Simon: Mezítláb a parkban... Victor Velasco
- Barta Lajos: Szerelem... Komoróczy
- Ibsen: Nóra... Doktor Rank
- Shakespeare: A vihar... Prospero
- Horváth-Selmeczi: A pesti szín... Mester Jenő
- Karinthy Frigyes: Holnap reggel... Bella Gábor
- Hampton: A kúra (Jung a díványon)... Sigmund Freud
- Shakespeare: III. Richárd... London lord mayorja
- Christie: ...és már senki sem! (Tíz kicsi néger) – I.J. Wargrave
- Bulgakov: A Mester és Margarita... Pilátus
- Calderón de la Barca: Az élet álom... Basilio
- Hauptmann: A bunda... Von Wehrhahn
- Sánta-Hamvai: Az ötödik pecsét – Gyurica
- Szomory Dezső: Hermelin – Róna-Ilos
- Shaw: Warrenné mestersége – Praed
- Hamvai-Rejtő: Vesztegzár a Grand hotelben – Don Umberto Complimenti
- Strauß: A park – harmadik férfi
- Shakespeare: A makrancos hölgy – Vincentio
- Molnár Ferenc: Játék a kastélyban – Turai
- Esterházy Péter: Harminchárom változat Haydn-koponyára – Haydn
- Csehov: Ványa bácsi – Szerebrjakov Alekszandr Vlagyimirovics
- Harwood: A nagy négyes – Wilfred Bond
- Neil Simon: A Napsugár fiúk – Al Lewis
- Joe DiPietro: A folyón túl Itália – Nuncio
- Thompson: Aranytó – Norman Thayer

### Rendezőként
| - Molnár Ferenc: Valaki (1983) - Kusan: Galócza (1986) - Karinthy Frigyes: Utazás a koponyám körül (1991, 1997, 2010) - Ugye öregem leszel oly szíves és hozol egy hatosért túrót? (1991) - Heltai Jenő: Az orvos és a halál (1993) - Heltai Jenő: A Fehér rózsás úr (1993) - Heltai Jenő: Menazséria (1993) - László Miklós: Illatszertár (1994) - Molnár Ferenc: Paprikánia avagy Disznótor a Lipótvárosban (1995) - Georges Feydeau: A barátnőm barátnője (1995) - Shaffer: Black Comedy (1995) - Lajtai Lajos: Párizsi divat (1996) - Gábor Andor: Mit ültök a kávéházban? (1996) - Carlo Goldoni: Mirandolina (1997) - Ibsen: Nóra (1997) (rendezőtanár) - Molnár–Szép–Heltai–Karinthy–Gábor–Nóti–Kellér: Színinövendékek avagy zenés műkedvelő kabaré (1998) (rendezőtanár) - Molnár Ferenc: A hattyú (1999) - George Bernard Shaw: Warrenné mestersége (2000) - Mrożek: A púpos (2001) | - Békeffi–Bognár–Császár–Esterházy–Gábor–Karinthy–Kellér–Kornis–Krúdy–Mikszáth–Molnár–Örkény–Parti–Róna–Szép–Tabi: Le a bajusszal! (2001) - William Shakespeare: Makrancos hölgy avagy a hárpia megzabolázása (2001) - Petőfi–Szigligeti–Déryné–Jókai–Kölcsey–Vörösmarty–Csehov–Kosztolányi: A helység kalapácsa (2003) - Karinthy–Heltai–Molnár–Örkény–Gábor: Bölcsőtől a koporsóig (2004) - Mándy Iván: Virrasztás (2005) - William Shakespeare: Szonettek (2005) - Schnitzler: Erik (2005) - Molnár–Gábor–Karinthy–Szép–Móricz–Békefi–Kőváry–Steinhardt: Ködfátyolkép (2007) - Ady–Békeffy–Deréki–Gábor–Karinthy–Kőváry–Molnár–Szép–Szilágyi: Tingli-tangli – 101 éves a magyar kabaré (2008) - Békeffy–Gábor–Heltai–Karinthy–Kőváry–Molnár–Steinhardt–Szenes–Szép–Szilágyi: Pince Cabaret (2009) - Békeffi–Darvas–Demeter–Gábor–Karinthy–Kellér–László–Molnár–Nóti–Szép–Vadnai: Humoristák szövetsége (2010) - Szomory Dezső: Takáts Alice (2011) - Benedek Miklós és Benedek Albert: Bombaüzlet?! (2013) - Szép Ernő-Benedek Miklós: Pianínó (2013) - Lengyel Menyhért: Róza (2014) - Molnár Ferenc: Riviéra (2019) |

## Filmjei
| - Fényes szelek (1969) - Nincs idő (1973) - Vállald önmagadat (1975) - Csaló az üveghegyen (1976) - A szabadság katonái (1977) - Ki látott engem? (1977) - Nem élhetek muzsikaszó nélkül (1978) - Rosszemberek (1979) - Az erőd (1979) - A pszichológus - A Pogány Madonna (1980) - Mr. P. Smith, finom angol úriember - Vuk (1981) - Sut, a farkatlan róka (hang) - Elveszett illúziók (1983) - Szeret-e még? (1984) - Macskafogó (1986) - Fritz Teufel (hang) - Akli Miklós (1986) - Szeleburdi vakáció (1987) - Küldetés Evianba (1988) - Az erdő kapitánya (1988) - Sikló Simi (hang) | - Amerikából jöttem… (1989) - Sztálin menyasszonya (1991) - Vörös vurstli (1991) - A turné (1993) - A bűvész (1996) - A három testőr Afrikában (1996) - Presszó (1998) - Papsajt (2001) - Sorstalanság (2005) - Káosz 2005 (2005) - De kik azok a Lumnitzer nővérek? (2006) - Bányató (2006) - Tavasz, nyár, ősz (2007) - S.O.S. szerelem! (2007) - Macskafogó 2 (2007) - Fritz Teufel (hang) - Presszó 10 év (2009) - Drága besúgott barátaim (2012) - Egy szerelem gasztronómiája (2017) |

### Tévéfilmek
| - Az ember tragédiája (1969) - Tizennégy vértanú (1970) - A fekete város 1–7. (1971) - Bajuszverseny (1973) - Bánk bán (1974) - Aranyborjú (1974) - Állítsátok meg Arturo Uit! (1975) - Svédcsavar 1–3. (1975) - Süsü, a sárkány (1976–1980) - Torzonborz király kancellárja (hang) - Második otthonunk: Az áruház (1977) - Fogságom naplója (1977) - Illetlenek (1978) - A fantasztikum betör a detektívregénybe, avagy Daibret felügyelő utolsó nyomozása (1977) - Hunyadi László (1978) - Beszélgetések Szókratésszal (1978) - Január (1978) - A nép ellensége (1978) - A két Bolyai (1978) - Második otthonunk: A munkahely (1978) - Amerikai komédia (1978) - Hopkins, a finom angol úriember - Bolondok bálja (1978) - A luxusvilla titka (1979) - Liftrapszódia (1979) - Lóden-show (1980) - A nagy ékszerész (1980) - Vuk 1–4. (1980) - Sut, a farkatlan róka (hang) - Egy hónap falun (1980) - Ollantay, az Andok vezére (1980) - Családi kör (1980) - A különc (1980) - Jegor Bulicsov és a többiek (1981) - Istenek és szerelmesek (1981) | - A filozófus (1981) - Akar velem játszani? (1982) (forgatókönyvíró is) - Napos oldal (1982) - A tenger 1–6. (1982) - Buborékok (1983) - Békestratégia (1983) (forgatókönyvíró is) - Bolondok bálja (1984) - Rafinált bűnösök (1984) - Csipike, az óriás törpe (1984) - Kecskebéka (hang) - Vigyázat! Mélyföld! (1985) - Akár tetszik, akár nem (1985) - Vízipók-csodapók III. sorozat (1985) - Ájtatos manó (hang) - A varázsló álma (1986) - Illatszertár (1987) - A tanítónő (1988) - Levelek a zárdából (1989) - A nap lovagjai (1989) - Oktogon (1989) - Eszmélet (1989) - Lili (1989) - Hyppolit, a lakáj (1990) - Közjáték - Kosztolányi (1991) - Budapest nagykávéház (1992) - Így írtok ti (1994) - Három idegen úr (1995) - Offenbach titkai (1996) - Sok hűhó Emmiért (1997) - Kisváros (2000) - Duna Cabaret (2001) - Karácsony verse (2003) - Presszó (2008) - 18 év – 18 szilveszter (2010) |

## Szinkronszerepek

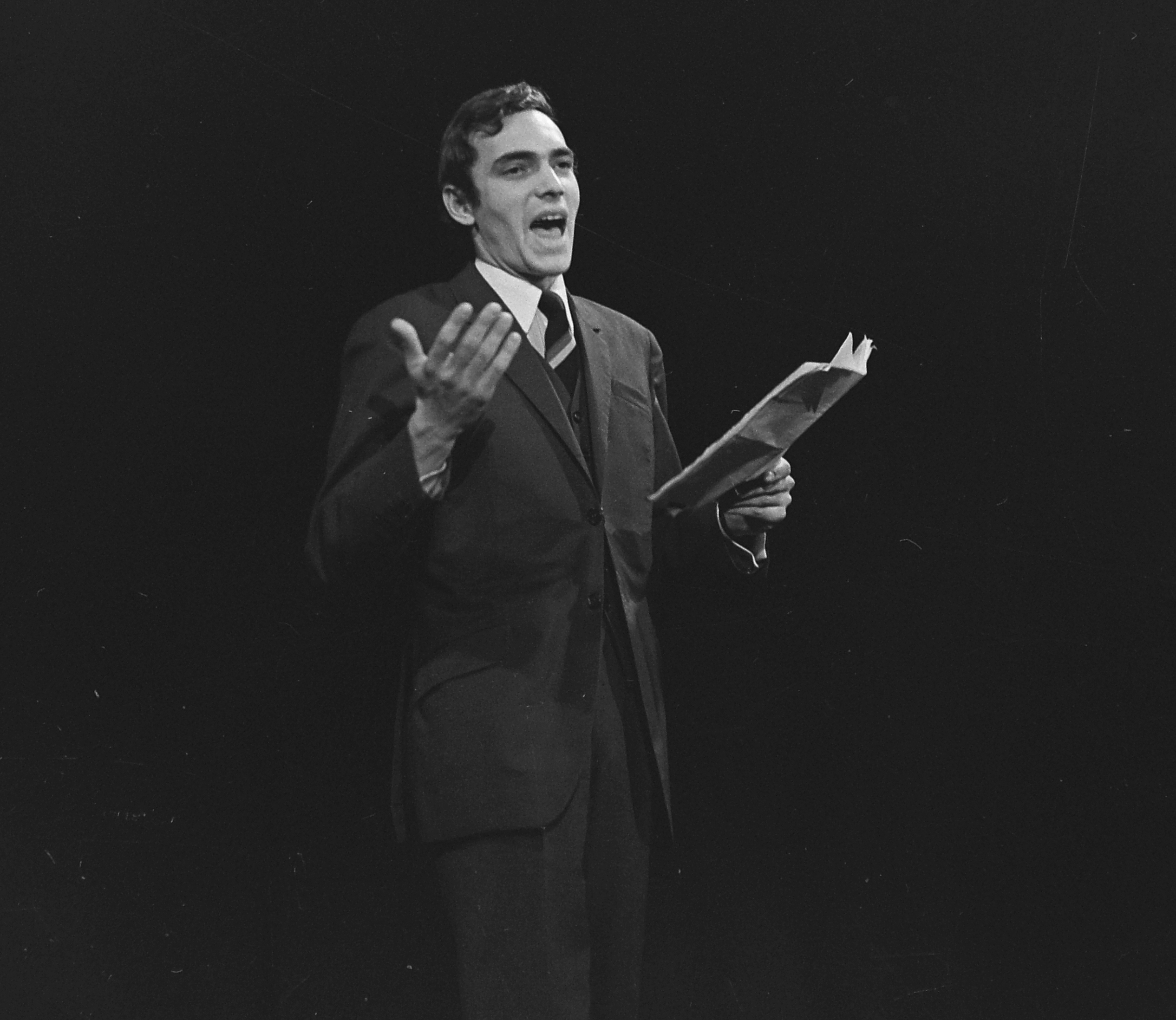
Benedek Miklós (1972)

- Csengetett, Mylord? – Teddy Meldrum hangja (színész: Michael Knowles)
- József (Joseph) – Potifar magyar hangja (színész: Ben Kingsley)

## Hangjátékok
- Fazekas Mihály: Lúdas Matyi (Galiba)
- Shakespeare: A windsori víg nők (Calus doktor)
- Lope de Vega: A hős falu (1971)
- Grothe, Horst: A harmadik pecsét (1974)
- Vágó Péter: A boszorkány (1974)
- Honoré de Balzac: Éva lánya (1975)
- Lope de Vega: Javasasszony (1976)
- Bill Naughton: Késő éjjel a Watling Streeten (1977)
- Gádor Béla: "Úgy hírlik, meghaltam" (1978)
- Pierre Boulle: Szerelem és nehézkedés (1979)
- Zygmunt Kraszinski: Istentelen színjáték (1979)
- Kamarás István: Lényecske kalandjai (1981)
- Aszlányi Károly: Kalandos vakáció (1982)
- Karc: 1982 nyári kiadás (1982)
- Matteo Bandello: A pajzán griffmadár (1982)
- Petrovácz István: A nagy dobás (1982)
- Fazekas Mihály-Schwajda György: Lúdas Matyi (1984)
- Gyárfás Miklós: Halálugrás (1984)
- Rejtő Jenő és Vágó Péter: P. Howard visszatér és Piszkos Fred vele tart (1984)
- Wallace, Edgar: Fecsegő felügyelő esetei (1984)
- Molnár Ferenc: Egy, kettő, három (1986)
- Saint-Exupèry, Antoine de: A kis herceg (1986)
- Vampilov, Alekszandr: Húsz perc az angyallal (1986)
- Heinrich Böll: Biliárd fél tízkor (1987)
- Mikszáth Kálmán: Krúdy Kálmán csínytevései (1987)
- Balázs Attila: Nabucco a levegőben (1988)
- Krúdy Gyula: A vörös postakocsi (1988)
- Vámos Miklós: Publikum (1988)
- Ghelderode, de Michael: A Nagy Kaszás balladája (1989)
- Sheckley, Robert: Szuper Bolygótakarító Szolgálat (1989)
- Czakó Gábor: Disznójáték (1992)
- Poe, Edgar Allen: Pár szó egy múmiával (1992)
- Zsolt Béla: Oktogon (1992)
- Ladislav Fuks: Boldogultak bálja (1993)
- Steve Walker: A pápa öccse (1993)
- Fjodor Dosztojevszkij: Az idegen asszony (1994)
- Rotterdami Erasmus: Charon (1994)
- Jaroslav Hasek: Svejk, egy derék katona kalandjai a világháborúban (1997)
- Bárdos Pál: A goromba tábornok esete (1999)
- Kopányi György: Éjszakai őrjáratok (1999)
- Bárdos Pál: A közös öltöző foglyai (2001)
- Borbély Szilárd: Hans Christian Boldog Élete (2005)
- Rejtő Jenő: Csontbrigád (2007)
- Esterházy Péter: Harminchárom változat Haydn-koponyára (2012)
- Karinthy Márton: A vihar kapuja (2016)

## CD-k és hangoskönyvek
- Mikszáth Kálmán: A szelistyei asszonyok
- Mikszáth Kálmán: Szent Péter esernyője
- Jaroslav Hašek: Švejk – A dicsőséges csihi-puhi
- Jaroslav Hašek: Švejk – A fronton
- Jaroslav Hašek: Švejk a hátországban
- Rejtő Jenő: Vanek úr Párizsban
- Erich Kästner: Az eltűnt miniatűr
- Karel Čapek: Történelmi görbe tükör
- Karel Čapek: Szent éj (Karácsonyi csillagok)
- Szerb Antal: VII. Olivér
- Sir Arthur Conan Doyle: Sherlock Holmes – A brixtoni rejtély
- Sir Arthur Conan Doyle: Sherlock Holmes – A négyek jele

## Róla
- Vajda Katalin: Maradok tisztelettel, Benedek Miklós; Corvina Kiadó, Budapest (2024)

## Díjai, elismerései
- Farkas–Ratkó-díj (1978)
- Rajz János-díj (1978)
- Színikritikusok Díja – Különdíj (1980)
- Jászai Mari-díj (1981)
- Érdemes művész (1989)
- A Magyar Köztársasági Érdemrend tisztikeresztje (1998)
- Kiváló művész (2012)
- Kossuth-díj (2016)
- Örökös tag a Halhatatlanok Társulatában (2020)
- A Nemzet Színésze (2023)
- Budapesz díszpolgára (2024, posztumusz)[25]